# Yumi Suzuki
Yumi Suzuki (født 2. december 1991) er en japansk curlingspiller.
Hun repræsenterede Japan under vinter-OL 2018 i Pyeongchang, hvor hun tog bronze.
Under vinter-OL 2022 i Beijing tog hun sølv.